# Seonbi (Corée)

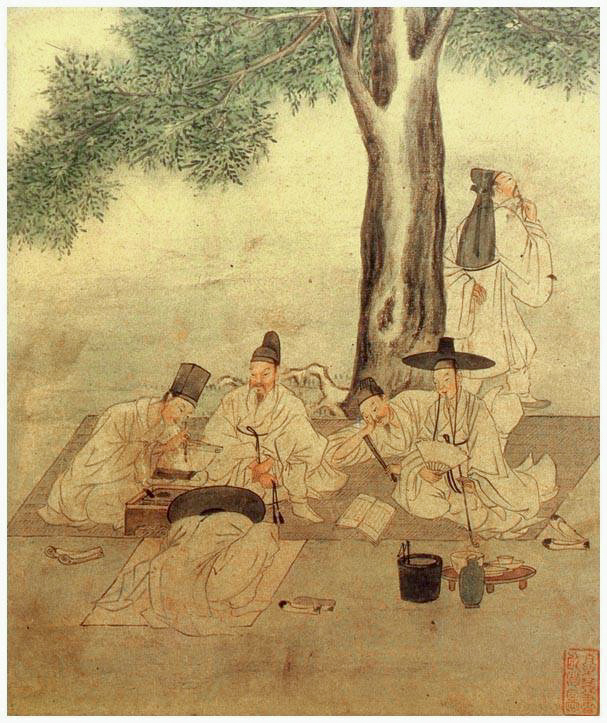
Damchul, de son vrai nom : Kang Hui-eon, XVIIIe siècle. Assemblée de seonbi en train de composer un poème. Encre sur papier,

Les seonbi étaient des lettrés coréens, retirés de toute charge administrative, pendant les périodes de Goryeo et Joseon. Ils ont servi la population, de manière désintéressée, sans avoir la moindre charge administrative. Ils choisissaient de quitter leur position, la richesse et la puissance, pour mener une vie d'étude et d'intégrité. Ceux qui ont choisi de servir le gouvernement ont été obligés d'aider le roi à gouverner le royaume correctement, et une fois détachés de leur service, à la retraite, ils ont mené une vie tranquille à la campagne, dispensant leur enseignement et donnant des conseils avisés.

## Philosophie
Le seonbi suivait un code de conduite strict, suivant la philosophie néoconfucéenne, et ainsi avait le devoir moral de diriger la société dans la bonne direction. Le seonbi devait vivre sa vie dans la modestie et l'apprentissage perpétuel afin d'atteindre la perfection de caractère, non seulement par la connaissance mais aussi en adhérant à la « voie légitime ». Le but du seonbi était de réaliser la justice sociale.
Le seonbi devait posséder les vertus confucéennes de la piété filiale et de la loyauté envers le roi, dédaigner le pouvoir, la richesse et l'intérêt privé, et être prêt à donner sa vie pour rester fidèle à ses principes et pour maintenir son intégrité. Ils vénéraient des érudits tels que Jeong Mong-ju (mort pour sa fidélité à Goryeo), les six ministres martyrs (qui refusaient d'accepter l'usurpation du trône par Sejo) et Jo Gwang-jo (un réformateur qui mourut en essayant de transformer Joseon en une société confucéenne idéale) en tant qu'incarnations de l'esprit seonbi et en tant qu'exemples à suivre.
L'éducation était d'une grande importance et dénommé « l'illumination ». Les seonbi se sont réunis et ont étudié dans les institutions seowon.  La masculinité du seonbi se manifeste par l'accomplissement mental plutôt que par la performance physique, et elle est toujours appréciée par beaucoup de Sud-Coréens, considérée par certains chercheurs comme le modèle idéal de la masculinité coréenne. 
Le seonbi avait une profonde sympathie pour les difficultés rencontrées par le peuple. Dans leur poursuite de la justice sociale, les seonbi ont soumis des pétitions au Roi malgré les conséquences dangereuses que cela pouvait avoir pour eux, et ils ont subi de nombreuses purges. En raison de leur réputation d'intégrité et d'incorruptibilité, les seonbi étaient idéalisés et romancés dans l'imaginaire populaire en tant qu'hommes d'honneur contrairement à la classe yangban dominante, même si le seonbi venait de la même classe. Le seonbi était une figure habituelle des représentations coréennes traditionnelles au cours de la période Joseon. Par exemple, un seonbi apparaît comme l'un des personnages de la traditionnelle danse des masques conservée au village folklorique Hahoe, où il est en concurrence avec un personnage yangban, souvent dépeint comme corrompu et cupide.

## Portraits modernes duseonbi
Les représentations modernes de seonbi dans les médias populaires sont omniprésentes, en voici quelques exemples:
- Lee Joon-gi dans le drame coréen Scholar Who Walks the Night
- Kim Soo-hyun dans le drame coréen My Love from the Star
- Bae Yong-joon dans le film coréen Untold Scandal
- la mascotte seonbi dans le jeu Crossy Road
- Cho Jae-hyeon dans le drame coréen Jeong Do-jeon

## Quelquesseonbicélèbres
- Heo Gyun
- Jo Sik
- Jeong Cheol
- Jeong Do-jeon
- Jeong Mong-ju
- Jeong Yak-yong
- Jo Gwang-jo
- Kim Jeong-hui
- Kim Su-hang
- Park Ji-won
- Seo Gyeong-deok
- Seong Hon
- Song Ik-pil
- Song Jun-gil
- Song Si-yeol
- Yi Gi
- Yi Hang-ro
- Yi Hwang
- Yi I
- Yi Su-gwang
- Yun Seon-do